# 辞令書
辞令書（じれいしょ）とは、琉球王国において用いられた任職文書。国王の名で発給され、都である首里にちなんだ「首里之印」と呼ばれる朱印が押されていたことから、御朱印・御印判とも称された。

## 概要
尚真王期の16世紀前半から琉球処分までの期間に用いられていたとされ、古文書学上では薩摩藩の琉球侵攻（1609年）と羽地朝秀の行政改革（1666年）を画期として「古琉球辞令書」「過渡期辞令書」「近世琉球辞令書」に分けられている。書体は古琉球辞令書は仮名文字がほとんどであるのに対して、過渡期辞令書には漢字仮名交じり体となり、近世琉球辞令書になるとほとんど漢字が用いられている。また、古琉球辞令書は奄美地方でも見られるものの薩摩藩によって支配権を喪失した過渡期辞令書以後の辞令書が確認されない、近世琉球辞令書になると発給対象が中央の上級官職にのみに限定されていくなどの変化も生じている。
琉球王国の行政組織や役人の活動ぶりなどを知る上で貴重な史料とされており、研究の対象とされている。